# Az Alsólindvai Bánffy nemzetség naplója
Az Alsólindvai Bánffy nemzetség naplója című munkát alsólendvai Bánffy István (1522–1568), fia alsólendvai Bánffy Miklós (1547–1593), és unokája, gróf alsólendvai Bánffy Kristóf (1577–1644) írták. A kéziratban fennmaradt munkát Sélyei Elek közölte a Tudománytárban 1841-ben. (Új folyam IX. 252. és 321. l.) 
Bánffy István az 1527–1567. évekről magyar és latin nyelvű családi és történeti jegyzeteket írt egy 1551-ben nyomatott Calendarium historicum című könyvbe, a hónapok napjainál üresen hagyott helyekre. A napló 1534-től kezdve magában foglalja a Bánffy nemzetségre vonatkozó és az egykorú történeti feljegyzéseket magyar és latin nyelven, amelyeket fia Miklós és unokája Kristóf folytattak, az 1572–79, illetve 1591–1619 évekre vonatkozóan. Kristóf halála után a könyv Luttár Mihály birtokába jutott, aki szintén bejegyzett a könyvbe a Bánffy nemzetségre vonatkozó adatokat. A későbbi tulajdonos, Mogosich Mátyás légrádi plébános 1660–1680 körül szintén beleírt egy feljegyzést. A napló, amely a családi vonatkozások mellett számos történelmi és helytörténeti adatot is tartalmaz, a szombathelyi Berzsenyi Dániel Megyei Könyvtárban található.

## Bánffy István
Bánffy István (1522. február 9. – Cernec, 1568. január 28.) Bánffy János nádor és kevendi Székely Margit fia volt. Pécset 1543-ban többekkel együtt elhagyta a török közeledése miatt. 1556-ban a babócsai táborozásban vett részt. Főasztalnok volt és 1567-ben országbíróvá nevezték ki. Felesége gúti Országh Magdolna volt, gyermekeik Anna, Miklós, Magdolna, Katalin.

## Bánffy Miklós
Bánffy Miklós (1547–1593) Bánffy István fia volt. 1556-ban Grazba küldték német nyelvet tanulni. 1558-ban Archo grófnő Bécsbe vitte iskolába. 1570-ben nőül vette Zrínyi Orsolyát (1552-1593), a szigetvári kapitány Zrínyi Miklós leányát és nyalábi Perényi János (ugocsai főispán) özvegyét. Nempti várában tartották a lakodalmat. 1573-ban pohárnok, 1577-ben Zala vármegye főispánja lett.

## Bánffy Kristóf
Bánffy Kristóf (1577. március 12. – 1644) főpohárnok és tárnokmester Bánffy Miklós fia volt. A Bocskai István és a Bethlen Gábor-féle felkelések alatt is hű maradt a királyhoz.